# Anna Mikaela Ekstrand

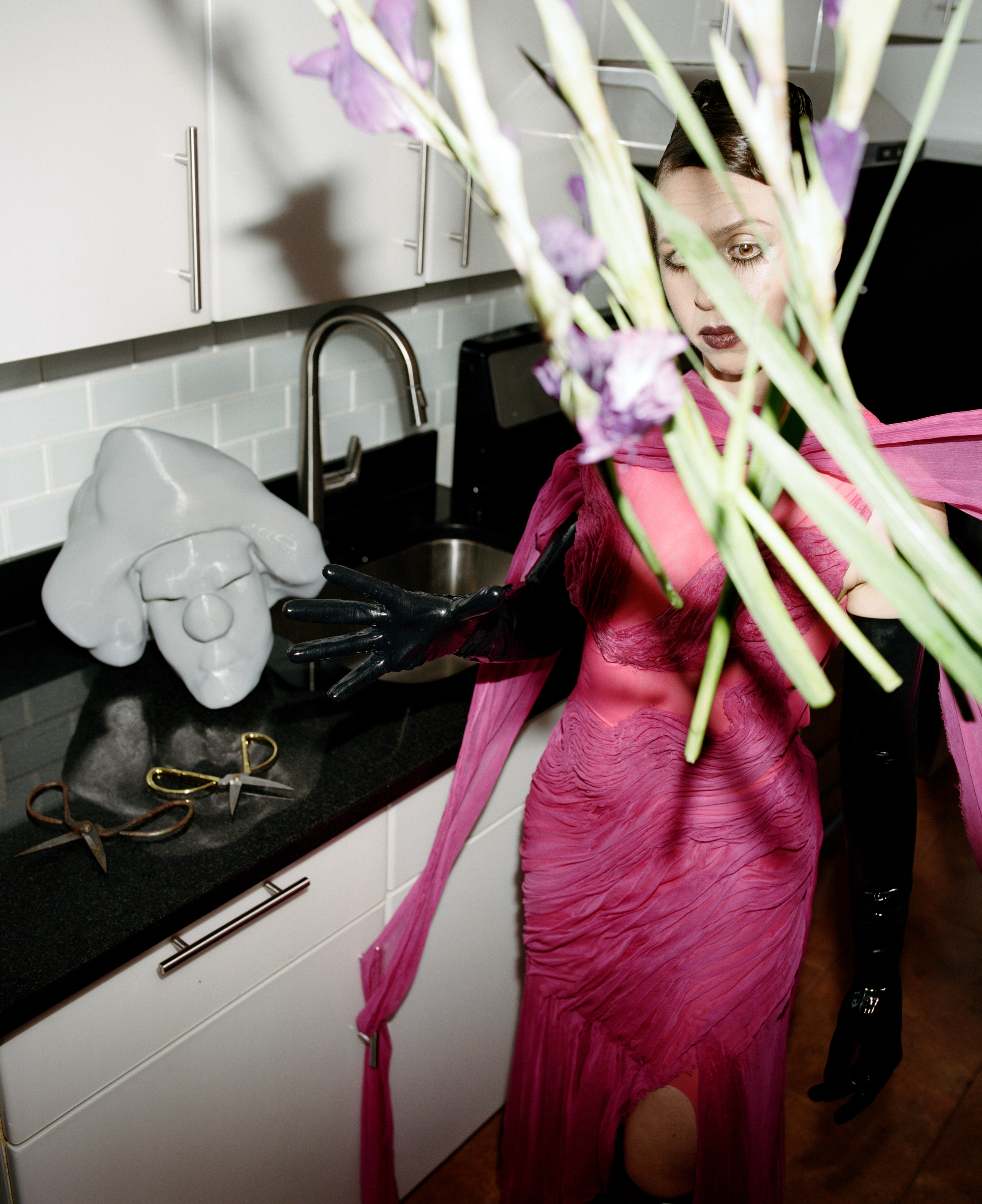
Anna Mikaela Ekstrand med en Katya Grokhovksy 'Bad Woman' mask i bakgrunden. Foto: Elsa Hammarén.

Anna Mikaela Ekstrand, född 1987, är en svensk kurator.

## Biografi
Anna Mikaela Ekstrand studerade på Stockholms universitet och på Bard Graduate Center i New York. Hon har arbetat som konstkritiker sedan början av 2010-talet, bland annat i Vogue Scandinavia, LIFE, BOMB och Cultured. Hon var Barnebys Blogs första engelskspråkiga redaktör. 
2014 grundade hon den engelsk-språkiga nättidningen Cultbytes som fokuserar på konst och kultur och verkar som dess chefsredaktör och ansvarig utgivare.
Tillsammans med Bianca-Abdi Boragi och Katherine Adams kurerade hon ”Contact Zone,” den 2:a upplagan av The Immigrant Artist Biennial i New York och New Jersey, med 55 konstnärer mellan 2023 och 2024. I samband med biennalen arbetade hon även med Fotografiska i New York. Sedan 2023 är hon biträdande direktör för The Immigrant Artist Biennial.
Anna Mikaela Ekstrand kurerade utställningen “Gunilla Lundahl: Social Justice, Freedom, and Beauty” med konstnärlig ledning av Sanna Fried på ArkDes 2023. Utställningen var kopplad till boken Curating beyond the mainstream som hon tillsammans med Maria Lind och ett flertal andra kuratorer redigerade. Anna Mikaela Ekstrand skrev bland annat om arkitekturkritikern och kuratorn Gunilla Lundahl och hennes arbete med utställningen Modellen (1968) på Moderna Museet, forskningsgruppen Bo i Gemenskap och hennes tid som redaktör på Svensk Form.
Inom ramen för samma projekt redigerade hon tillsammans med Joanna Warsza boken Assymmetries in Public Art där hon intervjuade amerikanska konstnärer som banade vägen för genren offentlig konst på 90-talet inklusive Suzanne Lacey, Mark Dion och Andrea Fraser.
Anna Mikaela Ekstrand har kurerat utställningar på muséer och gallerier i Stockholm, Wien och New York med flera konstnärer inklusive ORLAN, Ayana Evans, Anna Ting Möller och Linnéa Gad. Hon har intervjuat bl. a. Nathalie Djurberg och Hans Berg. 